# Billy Bathgate
Billy Bathgate és una pel·lícula estatunidenca de Robert Benton estrenada el 1991 i doblada al català.

## Argument
El 1935, el jove Billy Bathgate entra a la banda del cèlebre gàngster Dutch Schultz. Aquest últim, fred, cínic i paranoic, no vacil·la a ordenar executar el seu adjunt, Bo Weinberg (interpretat per Bruce Willis), que sospita que l'ha traït. Pressentint el desig de Dutch per a la seva amant Drew (interpretada per Nicole Kidman), Bo fa prometre a Billy protegir la jove. Hostilitzat per la justícia i talonejat per les bandes rivals, Dutch intentarà més tard matar-la, però Billy, que se n'ha enamorat, decideix assegurar la seva protecció.

## Repartiment
- Dustin Hoffman: Dutch Schultz
- Nicole Kidman: Drew Preston
- Loren Dean: Billy Bathgate
- Bruce Willis: Bo Weinberg
- Steven Hill: Otto Berman
- Steve Buscemi: Irving
- Stanley Tucci - Lucky Luciano
- Mike Starr - Julie Martin

## Nominacions
- 1992. Globus d'Or a la millor actriu secundària per Nicole Kidman